# 白石城 (伯耆国)
白石城（しらいしじょう）は、鳥取県東伯郡湯梨浜町白石・方地（ほうじ）にあった日本の城。

## 歴史
『伯耆民談記』によれば、白石城は吉川元春によって羽衣石城の南条氏に対する付城として築城されたといい、城には吉川彦七郎元景が置かれた。天正11年（1583年）の末に南条氏がいわゆる「京芸和睦」により羽衣石城に復帰すると、城は南条氏のものとなり、南条家家臣の者が警固として置かれた。

## 遺構
白石城は標高246メートル（比高220メートル）の山頂に位置している。主郭は南北52メートル、東西17メートル、東側尾根には堀切が見られる。主郭は北側に3段の帯曲輪があり、南側の南北13メートル、東西10メートルの小曲輪には蔵があったという伝承が残っている。